# Philip Fleming
Philip Fleming (Newport-on-Tay, 15 agosto 1889 – Woodstock, 13 ottobre 1971) è stato un canottiere britannico.

## Palmarès

### Olimpiadi
- 1 medaglia:
  - 1 oro (Stoccolma 1912 nell'otto)